# Tinninger See
Der Tinninger See ist ein Moorsee in Oberbayern (Landkreis Rosenheim). An seiner Ostseite befindet sich eine Badeanlage mit Kiosk. Der See ist mit Karpfen, Hecht, Zander und Schleie besetzt.

## Galerie

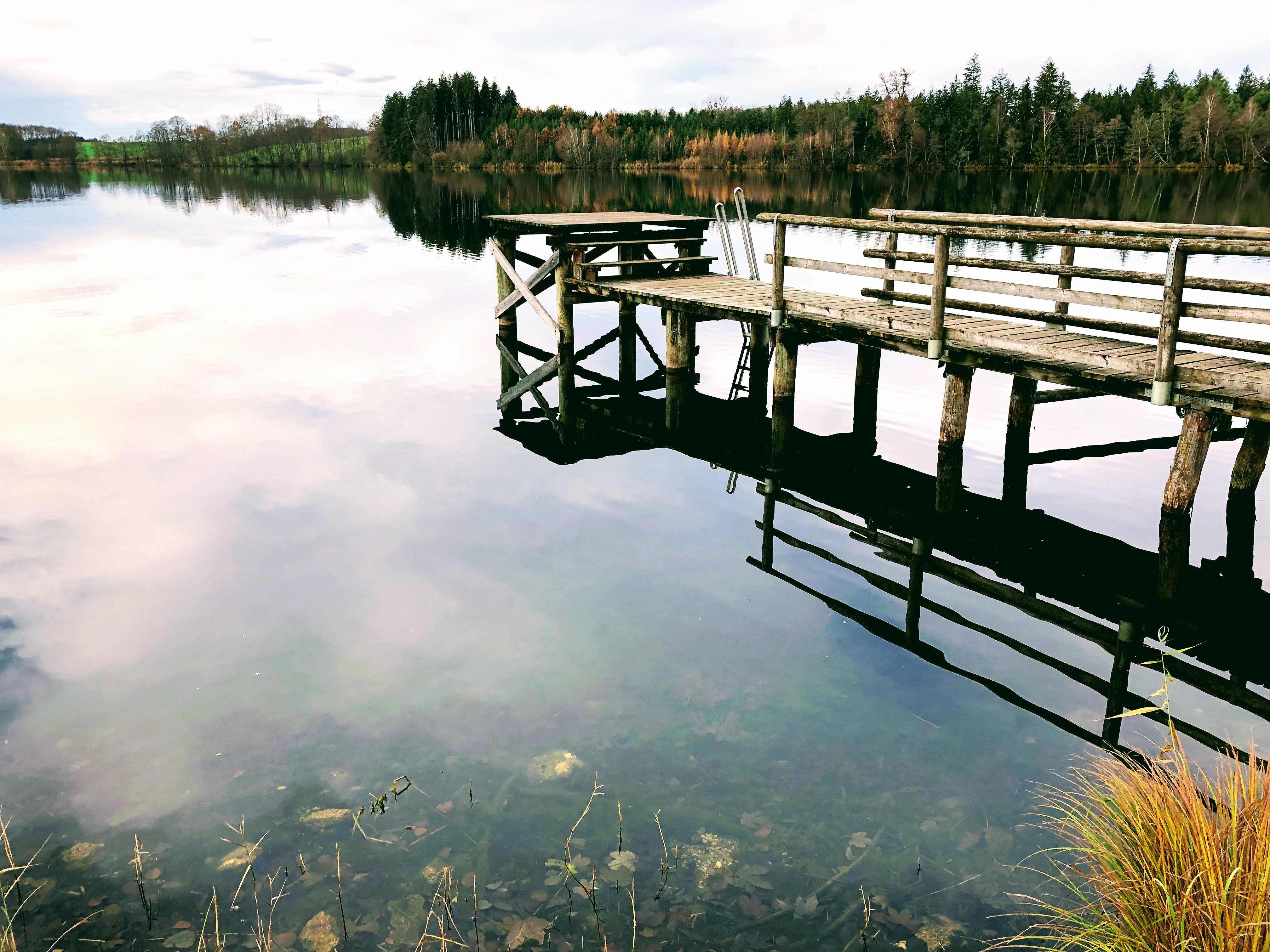
Steg an der Badeanlage